# Flugunfall am Flughafen Delhi 1994
Der Flugunfall am Flughafen Delhi 1994 ereignete sich am 8. März 1994, als die Besatzung einer auf einem Trainingsflug befindlichen Boeing 737-2R4C der Sahara India Airlines die Kontrolle über ihre Maschine verlor, diese auf das Vorfeld des Flughafens Delhi-Indira Gandhi stürzte und in eine geparkte Iljuschin Il-86 (RA-86119) der Aeroflot schlitterte. Bei dem Unfall kamen neun Personen ums Leben.

## Flugzeuge und Insassen

### Boeing 737-2R4C der Sahara India Airlines
Das erste Flugzeug war eine Boeing 737-2R4C Adv., die im Werk von Boeing in Renton im Bundesstaat Washington endmontiert wurde und am 24. April 1979 mit dem Testkennzeichen N1269 ihren Testflug absolvierte. Die Maschine wurde von der südjemenitischen Alyemda bestellt, bei der die Maschine mit dem Luftfahrzeugkennzeichen 7O-CAI in Betrieb gehen sollte. Die Alyemda nahm die Maschine letztlich nicht ab. Am 12. Dezember 1979 übernahm schließlich die Busy Bee of Norway die fabrikneue Maschine und ließ sie mit dem Luftfahrzeugkennzeichen LN-NPB zu. Das Flugzeug trug die Werksnummer 21763, es handelte sich um die 571. Boeing 737 aus laufender Produktion. Im Oktober wurde die Maschine an das Leasingunternehmen CIS Air Corporation veräußert, welches die Maschine an die Busy Bee of Norway zurück verleaste. Ab Mai 1989 war dann die Shannonair Leasing Ltd. der neue Eigentümer und Leasinggeber der Maschine. Nach Auslaufen des Leasingvertrages wurde die Maschine mit dem Luftfahrzeugkennzeichen N801WA zugelassen und sollte bei der Aloha Airlines in Betrieb gehen, welche die Boeing jedoch nicht abnahm. Die Maschine wurde schließlich an das Leasingunternehmen GAC USA Inc. verkauft, welches die Maschine mit dem US-amerikanischen Luftfahrzeugkennzeichen N401MG ab dem 1. Oktober 1993 an die Sahara India Airlines verleaste. Zum 1. November 1993 erhielt die Maschine das indische Luftfahrzeugkennzeichen VT-SIA. Das zweistrahlige Schmalrumpfflugzeug war mit zwei Triebwerken des Typs Pratt & Whitney JT8D-17A ausgestattet.
An Bord der Boeing 737 befand sich eine vierköpfige Besatzung, bestehend aus drei Piloten in Ausbildung und einem Flugkapitän.

### Iljuschin Il-86 der Aeroflot

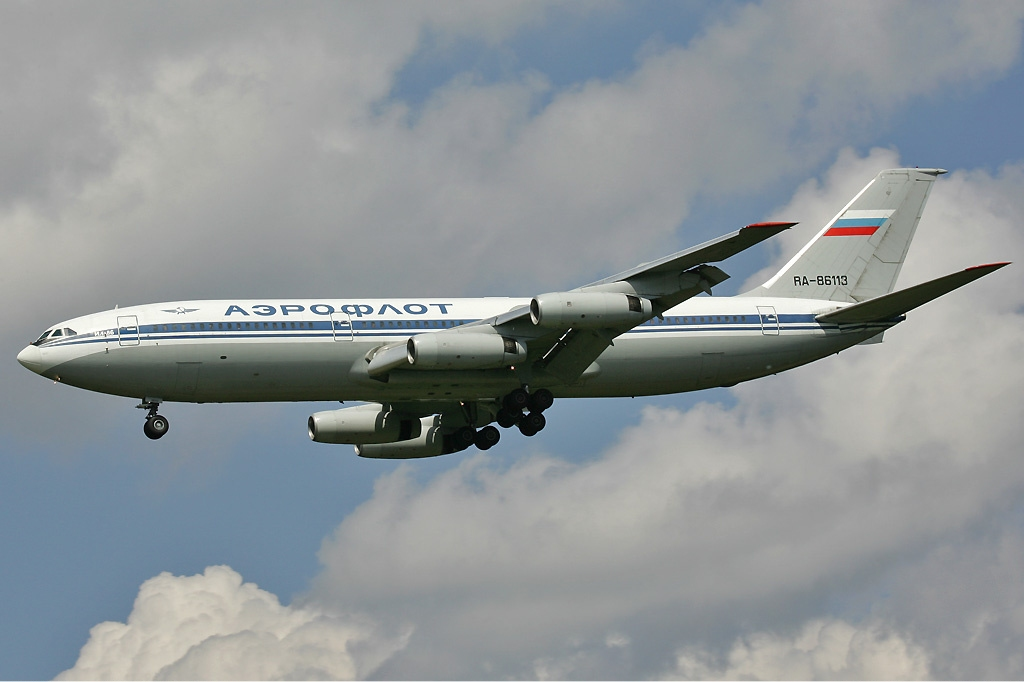
Eine Iljuschin Il-86 der Aeroflot

Die zweite Maschine war eine Iljuschin Il-86 der Aeroflot aus sowjetischer Produktion mit der Werksnummer 51483209087. Der Roll-Out der Maschine beim Flugzeugwerk Woronesch (VASO) erfolgte im September 1991, anschließend absolvierte die Maschine am 4. Oktober 1991 ihren Erstflug. Am selben Tag wurde sie neu an die Aeroflot ausgeliefert. Die Iljuschin trug bei ihrer Inbetriebnahme das sowjetische Luftfahrzeugkennzeichen CCCP-86119. Nach dem Zerfall der Sowjetunion und der großangelegten Umstrukturierung der Aeroflot verblieb die Maschine im Gegensatz zu den meisten Flugzeugen sowjetischer Bauart bei der Aeroflot, die sie mit dem neuen, russischen Luftfahrzeugkennzeichen RA-86119 zuließ. Das vierstrahlige Langstrecken-Großraumflugzeug war mit vier Turbojet-Triebwerken des Typs Kusnetsow NK-86 ausgestattet.
An Bord der Iljuschin Il-86 befanden sich zwei Angestellte der Aeroflot, ein russischer Bodentechniker und ein Flughafenmitarbeiter.

## Unfallhergang
Am Tag des Unfalls befand sich die Iljuschin Il-86 außerplanmäßig auf dem Flughafen Delhi, sie war aufgrund technischer Probleme dorthin umgekehrt, gewartet und für einen Weiterflug mit 52 Tonnen Kerosin betankt worden. Es befanden sich keine Passagiere an Bord. Zwei Angestellte der Aeroflot, ein russischer Bodentechniker und ein Flughafenmitarbeiter befanden sich an Bord der Maschine und inspizierten diese.
Mit der Boeing 737-2R4C der Sahara India Airlines wurde an diesem Tag ein Trainingsflug durchgeführt, ein Prüfkapitän übte gemeinsam mit drei zu prüfenden Piloten Touch-and-Go-Manöver. Es wurden fünf solche Manöver hintereinander erfolgreich absolviert. Nachdem die Maschine von der Startbahn 28 zu einem sechsten Touch-and-Go-Manöver abgehoben hatte, rollte sie nach einem Steigflug auf 400–500 Fuß (120–150 Meter) plötzlich nach links und stürzte auf das Vorfeld des Internationalen Terminals des Flughafens. Die brennenden Trümmer schlitterten gegen die Iljuschin Il-86, die daraufhin auch Feuer fing und ebenfalls zerstört wurde. Alle acht Personen an Bord der beiden Flugzeuge starben, zudem wurde ein auf dem Vorfeld befindlicher Mitarbeiter eines Flughafentreibstoffunternehmens getötet.

## Ursache
In dem im November 1996 veröffentlichten Abschlussbericht zu dem Zwischenfall wurde ein Fehler bei der Bedienung des Seitenruders durch den auszubildenden Piloten, der die Maschine zum Unfallzeitpunkt steuerte, festgestellt. Zu diesem Fehler war es gekommen, als ein Triebwerksausfall simuliert wurde.
Die Steuereinheit des Seitenruders der Boeing 737 wurde am 14. November 1994 im Beisein von Mitarbeitern der Nationalen Transportsicherheitsbehörde der Vereinigten Staaten (NTSB) im Werk des Herstellers Parker-Hannifin in Irvine, Kalifornien untersucht. Dabei wurde festgestellt, dass das Bauteil schon einmal bei einem anderen Unternehmen als dem Hersteller gewartet wurde. Es war eine Seriennummer eingestanzt, die nicht der originalen Seriennummer von Parker-Hannifin entsprach. Es wurde ein Servoventiltest durchgeführt, bei dem festgestellt wurde, dass das Seitenruder sich bei Vollausschlägen oder Teilausfällen so verstellen konnte, dass der Mechanismus rückwärtig arbeitete. Dies lag daran, dass die Verstellfeder des Mechanismus auf eine andere Konfiguration modifiziert wurde, welche dem Einbau in eine Boeing 707 entsprochen hätte.
Der zuständige Ermittler aus den USA unterrichtete die indische Seite über die Befunde, jedoch fanden sich diese nicht im späteren Abschlussbericht. Als die US-Ermittler dies später beanstandeten, erhielten sie von der indischen Seite keine Antwort.